# Самуел де Бона
Самуел де Бона (порт. Samuel de Bona, 1 жовтня 1990) — бразильський плавець, що спеціалізується в марафонському плаванні на відкритій воді.
Призер Чемпіонату світу з водних видів спорту 2013 року.